# Nahdlatul Ulama
Nahdlatul Ulama (conosciuta anche con l'abbreviazione di NU) è un gruppo dell'Islam sunnita tradizionalista in Indonesia.
È stato fondato il 31 gennaio 1926 come reazione alla nascita del gruppo modernista Muhammadiyah.
La Nahdlatul Ulama è una delle più grandi organizzazioni indipendenti islamiche del mondo. Alcuni calcolano che i suoi membri siano oltre 30 milioni.
L'organizzazione agisce soprattutto come corpo caritatevole, soprattutto attraverso la costruzione di scuole, ospedali e l'organizzazione di campus per combattere la povertà.

## Storia

### Le origini come organizzazione religiosa
La Nahdlatul Ulama (Risveglio dei Sapienti Musulmani) è stata fondata nel 1926, come organizzazione di riferimento dei musulmani ortodossi in opposizione all'organizzazione modernista Muhammadiyah.
L'organizzazione è stata fondata da Hasjim Asjari, il leader di una scuola religiosa ad est di Giava.
Nonostante l'ampia diffusione dell'organizzazione, la base del suo sostegno è rimasta ad est di Giava.
Nel 1928, l'organizzazione decide di utilizzare la lingua locale nei propri sermoni, oltre alla lingua araba.
Nel 1937, nonostante le scarse relazioni tra il NU e la Muhammadiyah, le due organizzazioni fondano insieme il Supremo Consiglio Islamico dell'Indonesia (in indonesiano: Majlis Islam A'laa Indonesia, MIAI) come forum di discussione.
A questo forum aderirono la maggior parte delle altre organizzazioni islamiche esistenti.
Nel 1942 i giapponesi occuparono l'Indonesia e nel mese di settembre i leader islamici tennero una conferenza a Giacarta.
I giapponesi volevano sostituire il MIAI, ma la conferenza non solo ha deciso il mantenimento dell'organizzazione, ma ha anche eletto figure politiche vicine al PSII nella propria leadership, differentemente da quanto volevano i giapponesi.
Circa un anno dopo il MIAI è stato sciolto ed è stato sostituito dall'organizzazione sponsorizzata dai giapponesi denominata Masyumi (Consiglio Consultivo dei Musulmani indonesiani).
Nonostante Hasjim Asjari fosse il presidente dell'organizzazione, quest'ultima era guidata da suo figlio Wahid Hasyim.
Altre figure della NU e della Muhammadiyah hanno ottenuto posizioni di leadership.
Nel 1945, Sukarno e Hatta hanno dichiarato l'indipendenza indonesiana. Durante la guerra d'indipendenza indonesiana, la NU ha dichiarato che la guerra contro gli olandesi era una guerra santa, obbligatoria per tutti musulmani. 
Inoltre, tra i gruppi combattenti che hanno guidato la guerra contro gli olandesi vi erano Hizbullah e Sabilillah, che erano guidati dal NU.

### Il NU come partito politico
Dopo il riconoscimento dell'indipendenza indonesiana, fu fondato un nuovo partito denominato Masyumi di cui la NU costituiva una parte attiva.
Tuttavia, la leadership della NU non aveva esperienze politiche e quindi hanno ottenuto poche posizioni influenti, con l'unica eccezione di Wahid Hasyim, che è stato messo al Ministero degli Affari religiosi.
Tuttavia, la NU si mostrò subito insoddisfatto della propria scarsa influenza politica, soprattutto dopo la conferenza del 1949, che trasformò il consiglio religioso del partito, dove la NU aveva vari posti, in un organo senza poteri.
Due anni dopo, una disputa sull'organizzazione del pellegrinaggio (Hajj) ha portato l'opposizione del Primo Ministro Natsir a rinnovare Hasyim come ministro degli Affari religiosi nel governo successivo.
Nella crisi di governo che seguì, la NU lanciò una serie di richieste, tra le quali lasciare Hasyim al Ministero degli Affari religiosi e ha minacciato di lasciare Masyiumi.
Il 5 aprile 1952, poco dopo l'annuncio del nuovo governo senza Hasyim, la NU ha deciso di lasciare Masyiumi.
Tre mesi dopo ha ritirato tutti i suoi membri dai consigli di Masyumi ed il 30 agosto ha stabilito la "Lega dei Musulmani indonesiani", che comprendeva il NU, il PSSI ed altre organizzazioni più piccole.
Quest'organizzazione è stata presieduta da Hasyim.
Durante il periodo della democrazia liberale (1950-1957) i membri della NU hanno fatto parte di numerosi gabinetti. 
Nel primo gabinetto di Ali Sastroamidjojo, la NU ha ottenuto tre posti, mentre in quello di Zainul Arifin è riuscita a nominare il secondo vice primo ministro.
Tuttavia, dopo la caduta di questo governo, alcuni membri della NU si opposero a che l'organizzazione entrasse nel nuovo esecutivo, formato dal gabinetto di Burhanuddin Harahap; tuttavia, alla fine l'organizzazione ha aderito al nuovo governo ottenendo il Ministero degli Interni e quello degli Affari religiosi, che ha prestato giuramento il 12 agosto 1955.
Il 29 settembre 1955, l'Indonesia tenne le sue prime elezioni parlamentari. La NU arrivò terzo, con quasi 7 milioni di voti, il 18,4% del totale, dietro al Partito Nazionale Indonesiano e Masyumi.
Gli sono stati assegnati 45 seggi nel Consiglio di Rappresentanza del Popolo a fronte degli 8 che aveva prima delle elezioni.
La NU era il più grande partito dell'Est di Giava e l'85,6% dei suoi voti venivano proprio da Giava.
C'è stata una divisione netta tra Masyumi, la cui rappresentanza è soprattutto all'esterno dell'isola, i voti urbani ed il NU che rappresenta l'elettorato rurale di Giava.
Tre mesi dopo, si tennero le elezioni per l'Assemblea Costituzionale, che era incaricata di redigere la Costituzione permanente.
La NU ha vinto 91 dei 114 seggi.
Negli anni cinquanta, la NU puntava alla costituzione di uno Stato islamico in Indonesia e ha espresso la sua disapprovazione per un discorso presidenziale del 1953 nel quale Sukarno ha rigettato quest'ipotesi.
Tre anni dopo, il partito si è schierato contro la concezione di Sukarno per arrivare alla "democrazia guidata".
Il 2 marzo 1957 scoppiò la ribellione Permesta. Tra le richieste c'era il ritorno di Mohammad Hatta alla vicepresidenza. La NU si è schierata apertamente con questa rivolta. 
Nel frattempo, nell'Assemblea costituente, la NU si è unito con Masyumi, il Partito dell'Unione islamica indonesiana (PSII), l'associazione degli educatori islamici (Perti) ed altri partiti per formare il Blocco Islamico, che puntava a far diventare l'Indonesia uno Stato islamico.
Il blocco poteva contare sul 44,8% dei seggi totali.
Tuttavia, nessuno all'interno del blocco era in grado di ottenere la maggioranza e la costituzione voluta, l'Assemblea ha fallito ed è stata disciolta da Sukarno in un decreto del 5 luglio 1959 che ha anche ripristinato la Costituzione originale del 1945, la quale dichiara che lo Stato è fondato sulla filosofia Pancasila e non sull'Islam.
Nel 1960 il Presidente Sukarno ha messo fuori legge Masyumi per il suo presunto coinvolgimento nella ribellione Permesta.
Tuttavia, la leadership della NU è entrata in competizione con il Partito Comunista dell'Indonesia, che era vicino a Sukarno e veniva visto come un ostacolo alle ambizioni della NU per ottenere il sostegno delle fasce più poveri e deboli dell'elettorato.
Cinque anni dopo, avviene il colpo di stato del Movimento 30 Settembre.
L'esercito indonesiano ha accusato il PKI e l'ala giovanile della NU, Ansor, di aver partecipato all'uccisione di sospetti comunisti.
Dopo la deposizione di Sukarno, il regime Nuovo Ordine retto da Suharto ha indetto le elezioni nel 1971.
Nonostante l'avvenuta manipolazione della NU da parte del governo, che le ha causato la perdita di molta credibilità, l'NU è riuscito a mantenere il 18% dei voti.
Tuttavia, nel 1973, è stato obbligato a fondersi nel nuovo partito unito dello sviluppo (in indonesiano: Partai Persatuan Pembangunan, PPP). 
Il PPP è arrivato secondo, dopo l'organizzazione Golkar sponsorizzata dal governo nelle elezioni del 1977 e del 1982; tuttavia, nel 1984, il nuovo portavoce della NU Abdurrahman Wahid (conosciuto anche come Gus Dur), figlio di Wahid Haschim, ha ritirato la NU dal PPP, poiché era insoddisfatto dell'ininfluenza del NU nel PPP.
Come risultato, nelle elezioni del 1987, il voto del PPP è collassato dal 28% del 1982 a solo il 16%.
Da allora, ci si aspettava che la NU si sarebbe concentrata solamente sulle attività religiose e sociali.

### Fuori dalla politica
Nel 1984, il governo del Nuovo Ordine ha annunciato che tutte le organizzazioni devono accettare l'ideologia Pancasila come loro base.
Il NU si è dimostrato nuovamente accomodante, con Gus Dur che ha definito l'ideologia Pancasila un "compromesso nobile" per i Musulmani.
Cinque anni dopo, Gus Dur è stato rieletto per un secondo mandato di cinque anni come portavoce, una posizione che ha ricoperto fino a quando è stato eletto presidente nel 1999.
Nel 1990, la NU ha lavorato con la banca Summa per costituire un sistema di banche rurali.
Suharto non approvava l'interesse della NU al di fuori di attività puramente religiose e il fatto che la banca fosse gestita da un cristiano di origine cinese ha portato a controversie.
La banca fallì due anni dopo, a causa della cattiva gestione finanziaria.
Nel frattempo Gus Dur ha incontrato la disapprovazione del regime per aver organizzato una manifestazione di massa allo stadio di Giacarta tre mesi prima delle elezioni legislative del 1992, apparentemente per esprimere il sostegno per Pancasila.
Questo ha portato alla convocazione di Gus Dur da parte del tenente colonnello Prabowo Subianto presso il quartier generale militare di Giacarta.
Nell'incontro, Gus Dur è stato messo in guardia ed è stato invitato a evitare condotte politiche inaccettabili; inoltre, gli è stato detto che se avesse continuato a coinvolgersi in politica, oltre alle questioni religiose, avrebbe dovuto esprimere sostegno per un altro mandato a Suharto.
In risposta, Gus Dur minacciò di lasciare la NU. Questo determinò il passo indietro del regime, che non poteva rischiare le dimissioni di Gus Dur.

### La NU nel periodo post-Suharto
Dopo la caduta di Suharto e la sua sostituzione con il vicepresidente Jusuf Habibie, nel luglio 1998 Gus Dur ha annunciato la nascita del Partito per il Risveglio Nazionale (in indonesiano: Partai Kebangkitan Bangsa, PKB).
Il 10 novembre, Gus Dur ha incontrato altri personaggi a favore della riforma come Amien Rais, Megawati Sukarnoputri e Sultan Hamengkubuwono.
Il cosiddetto Ciganjur Four, nome derivante dall'ubicazione della casa di Gus Dur, ha rilasciato una dichiarazione per invitare l'amministrazione "transitoria" Habibie alle elezioni e per porre fine al ruolo politico dell'esercito indonesiano.
Nelle prime elezioni libere in Indonesia dal 1955, svoltasi il 7 giugno 1999, il PKB ha ottenuto il 13% dei voti.
Inoltre, nella sessione dell'Assemblea Consultiva del Popolo, Gus Dur è stato eletto Presidente dell'Indonesia, sconfiggendo Megawati per 373 voti contro 313.
Tuttavia, è stato deposto soltanto due anni dopo.
Successivamente, il PKB si è diviso in due fazioni, una guidata dalla figlia di Gus Dur, Yenny Wahid.
Un tentativo di Gus Dur di coinvolgere il Presidente Susilo Bambang Yudhoyono nel 2008 per risolvere la disputa non è riuscito e il voto del PKB nelle elezioni del 2009 si è dimezzato rispetto a quello del 2004.
Alla conferenza del 2010, avvenuta a Makassar, l'NU ha deciso di non discutere la scissione e ha votato una risoluzione che vieta agli ufficiali di ottenere posti politici, visto come un impegno per evitare una futura partecipazione politica.
Dopo la conferenza, le preoccupazioni sul ruolo a lungo termine della NU hanno continuato ad attirare l'attenzione dei media nazionali.
Durante il 2011 per esempio ci fu una discussione continua circa il ruolo nazionale che avrebbe dovuto giocare la NU visti i suoi stretti rapporti politici con il Partito del Risveglio Nazionale (PKB).
I commenti della figlia di Gus Dur, Yenny Wahid, riflettono queste preoccupazioni quando ha detto che la "NU è troppo frammentata e rischia di scivolare nell'irrilevanza".

## Aiuti
L'obiettivo principale della NU è la diffusione dell'insegnamento islamico. Insieme alla predicazione, l'organizzazione promuove attività educative attraverso le sue 6830 scuole islamiche, o pesantren. Possiede anche 44 università, ed è direttamente coinvolta in alcuni studi economici ed agricoli, oltre ad essere coinvolta in attività sociali, come la crescita demografica.

## Organizzazione
L'organo supremo dell'NU è il Consiglio Supremo (Syuriah). Sotto c'è il Consiglio Esecutivo (Tanfidziyah). Il consiglio consultivo (Mustasyar) fornisce informazioni ad entrambi. 
Alla conferenza della NU del 2010, Sahal Mahfudz è stato eletto portavoce del Consiglio Esecutivo. Nella stessa conferenza, Sahal Mahfudz è stato eletto Presidente del Consiglio Supremo per il periodo 2010-2015.
Sotto il consiglio esecutivo, ci sono organismi regionali e provinciali, così come organismi autonomi, istituti e comitati, la cui struttura si estende fino alle Commissioni di consiglio presenti nei villaggi.